# Conexant

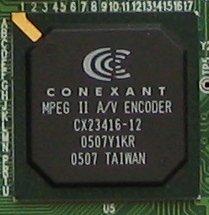
Video MPEG Encoder Chip von Conexant

Die Conexant Systems, Inc. war ein US-amerikanischer Hersteller von Integrierten Schaltungen (ICs) und ist 1999 aus der Halbleiterabteilung „Rockwell Semiconductor Systems“ des Luftfahrt- und Rüstungsherstellers Rockwell International hervorgegangen. Das Unternehmen war im Nasdaq Composite gelistet.
Der Hauptsitz befand sich in Irvine, Kalifornien, darüber hinaus gab es mehrere Entwicklungsabteilungen in den USA, der Volksrepublik China sowie Indien.

## Geschichte
Am 28. Februar 2013 stellte Conexant Systems einen Insolvenzantrag gemäß Chapter 11 des amerikanischen Insolvenzrechts, nachdem es im April 2011 für 282,2 Millionen US-Dollar vom Finanzinvestor Golden Gate Capital übernommen worden war und Anfang 2013 ein Restrukturierungsplan, der unter anderem den Weiterverkauf des Unternehmens an den Investor George Soros vorsah, aufgestellt wurde. Der Geschäftsbetrieb sollte zunächst weitergeführt werden, ebenso die Tochtergesellschaften, die von diesem Insolvenzantrag nicht betroffen waren. Im Zuge des Restrukturierungsverfahrens wurde der Hauptsitz von Newport Beach nach Irvine verlegt und das Produktportfolio ausgedünnt.
Am 26. Juli 2017 gab Synaptics die erfolgreiche Übernahme von Conexant bekannt.

## Produkte
Conexant entwickelte und produzierte primär hochintegrierte Schaltungen, sogenannte anwendungsspezifische integrierte Schaltungen (ASICs), aus dem Bereich der digitalen Bildverarbeitung, Videokompression (MPEG), für Modems und stellte integrierte Schaltungen für TV-Karten her.